# NGC 7614
NGC 7614 is een meervoudige ster in het sterrenbeeld Vissen. Het hemelobject werd in 1865 ontdekt door de Italiaanse astronoom Gaspare Stanislao Ferrari.